# Boeing C-17 Globemaster III
Boeing C-17 Globemaster III (Боинг C-17 «Глоубмастер» III) — американский военно-транспортный самолёт. Разработан для замены грузового самолёта Lockheed C-141 Starlifter. Первый полёт совершил 15 сентября 1991 года, официально введён в эксплуатацию в январе 1995 года. Поставлялся на вооружение Военно-воздушных сил США компанией McDonnell Douglas. C-17 носит название двух предыдущих военно-грузовых самолётов: Douglas C-74 Globemaster и Douglas C-124 Globemaster II. C-17 обычно выполняет стратегические воздушные перевозки грузов и войск, дополнительно — тактические миссии, перевозку больных и сбрасывание с самолёта грузов.
Компания Boeing, которая слилась с компанией McDonnell Douglas в 1990-е годы, выпускала C-17 на экспорт и для ВВС США. C-17 стоят на вооружении  ВВС США, Королевских военно-воздушных сил Великобритании, Австралии, Канады, Военно-воздушных сил Катара, Объединённых Арабских Эмиратов, Кувейта, Индии, Тяжёлого авиатранспортного крыла НАТО.
30 ноября 2015 года стало известно о прекращении компанией Boeing производства C-17 Globemaster III. В этот день на предприятии в Лонг-Бич в Калифорнии выкатили последний серийный военно-транспортный самолёт. Причина прекращения сборки — финансовая. Авиапроизводитель пришёл к этому решению в 2013 году из-за отсутствия крупных заказов на поставку самолётов этого типа.

## Тактико-технические характеристики
Приведённые ниже характеристики соответствуют модификации C-17 Globemaster III:

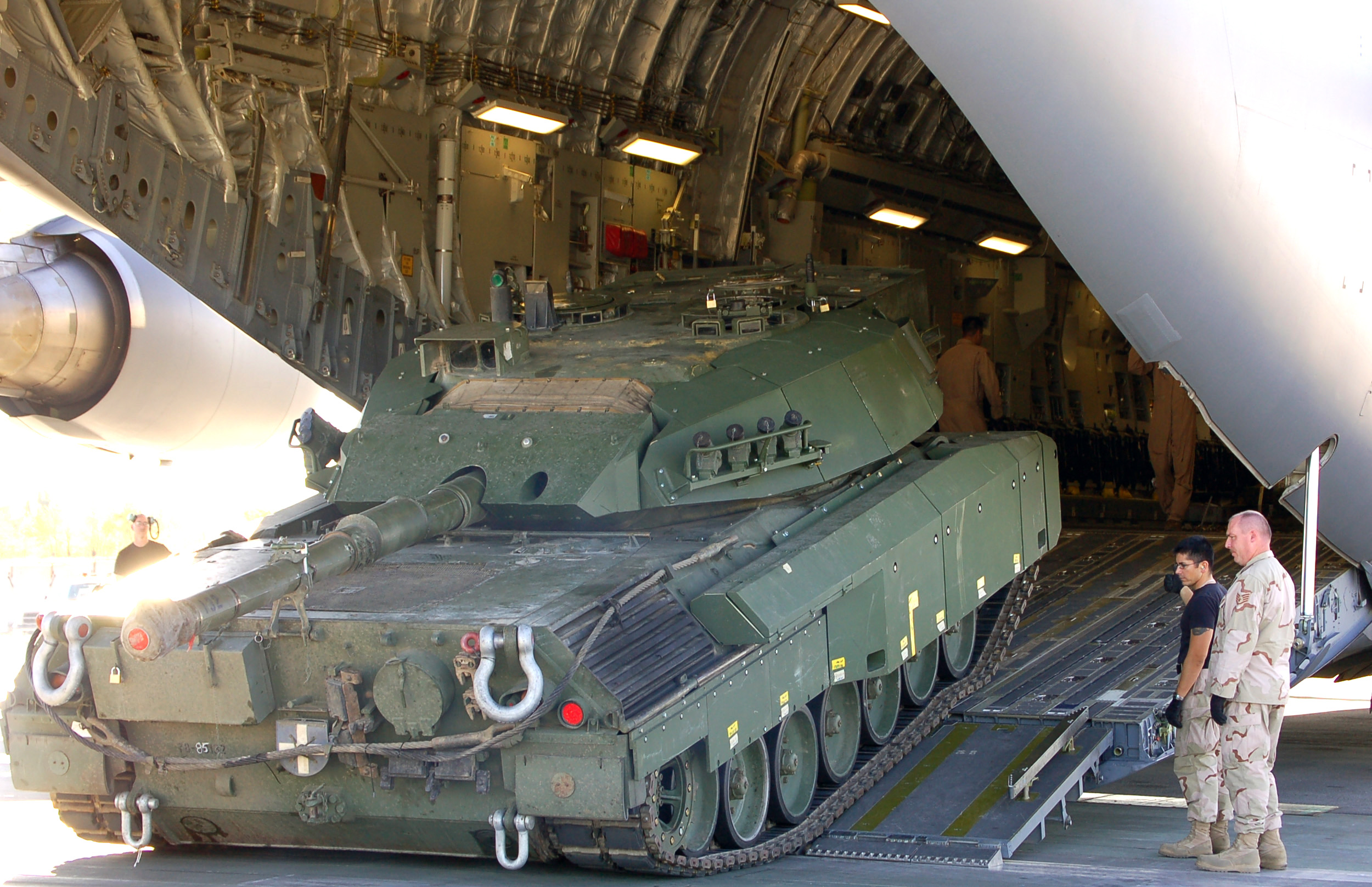
Погрузка танка «Леопард» канадской армии на самолёт C-17 Globemaster III на авиабазе «Манас» (Кыргызстан) для отправки в Афганистан, октябрь 2006 года

### Технические характеристики
- Экипаж: 3 человека
- Длина: 53,04 м
- Размах крыла: 51,74 м
- Высота: 16,79 м
- Колея шасси: 10,27 м
- База шасси: 20,06 м
- Площадь крыла: 353,03 м²

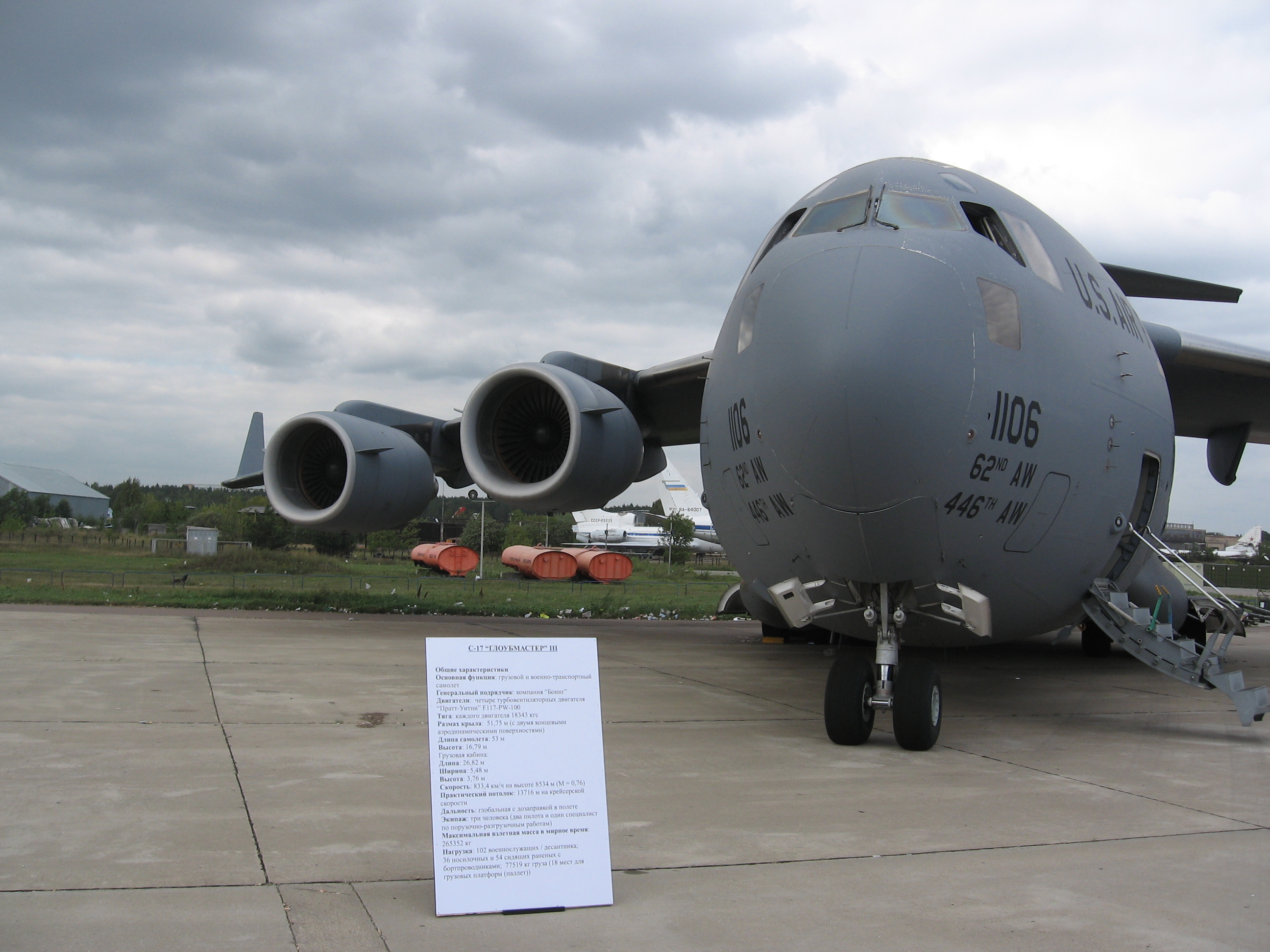
C-17 на МАКС-2007

- Ёмкость топливных баков: 134 556 л
- Двигатели: : 4 × Pratt & Whitney PW2040 (по военной классификации — F117-PW-100 )
  - Тяга максимальная: 4 × 185,49 кН
- Масса пустого: 122 016 кг
- Масса максимальная взлётная: 265 350 кг
- Тяговооружённость 0,26(с максимальной взлетной массой)
- Максимальная полезная нагрузка: 77 500 кг
- Варианты нагрузки:
  - 102 снаряжённых военнослужащих
  - 48 носилок с ранеными
  - 3 вертолёта AH-64 «Апач»
  - 1 танк «M1 Abrams» [9]
  - десантируемые платформы с техникой

### Лётные характеристики
- Максимальная скорость: 833 км/ч на высоте 8534 м
- Крейсерская скорость на малой высоте: 648 км/ч
- Перегоночная дальность полёта: 8 710 км
- Дальность полёта:
  - с грузом массой 56 245 кг — 5 190 км
  - с грузом массой 76 650 кг — 4 445 км
- Практический потолок: 13 715 м
- Длина разбега с максимальной полезной нагрузкой: 2 360 м
- Длина пробега с максимальной полезной нагрузкой: 915 м (с реверсом тяги)

## Аварии и инциденты

### Аварии и катастрофы
| Дата       | Бортовой номер | Место                | Жертвы | Краткое описание |
| ---------- | -------------- | -------------------- | ------ | --- |
| 28.07.2010 | 00-0173        | Эльмендорф-Ричардсон | 4/4    | Разбился вблизи железной дороги во время тренировочного полёта по программе подготовки к авиашоу «Arctic Thunder Air Show». Причиной сваливания самолёта явилась ошибка пилота. Это стало первым инцидентом с самолётом C-17 во время которого погибли люди, а самолёт был безвозвратно потерян. |

### Инциденты
- 10 сентября 1998 года C-17A (с/н 96-0006) ВВС США, перевозивший кита Кейко, получил серьёзное повреждение шасси при посадке в аэропорту Вестманнаэйяра. Ущерб составил не менее 1 миллиона долларов.[14]
- 9 декабря 2003 года C-17A (с/н 98-0057) ВВС США был подбит ракетой недалеко от Багдада, Ирак. Один из двигателей был выведен из строя. Пилотам удалось посадить самолёт[15].
- 6 августа 2005 года C-17 (с/н 01-0196) ВВС США выкатился за пределы ВПП на авиабазе «Баграм» в Афганистане во время посадки, разрушив нос самолёта и шасси. Инженерам потребовалось два месяца, чтобы подготовить самолёт для перелёта на фабрику завода производителя для ремонта. Пятидневный перелёт обратно в США был выполнен лётчиком-испытателем, так как частичный ремонт, произведённый в Афганистане, имел существенные недостатки, и самолёт имел ограниченную управляемость. Окончательно отремонтировать самолёт удалось только к октябрю 2006 года[16][17][18].
- 30 января 2009 года C-17A (с/н 96-0002) ВВС США совершил посадку на авиабазе «Баграм» в Афганистане с убранными шасси, после чего произошёл пожар. Самолёт получил значительные повреждения[19][20][21].
- 23 февраля 2011 года C-17A ВВС США совершил аварийную посадку во Вроцлаве после обнаружения утечки топлива[22].
- 23 января 2012 года C-17A (с/н 07-7189) ВВС США выкатился за пределы посадочной полосы после посадки на базе «Шанк»[англ.] в Афганистане. Самолёт получил повреждения шасси, грузовой рампы, ходовой части, антенн и основных конструктивных элементов. Спустя 9 месяцев самолёт был подготовлен к перелёту для ремонта на заводе-изготовителе. Для капитального ремонта потребовалось 22 месяца и 69,4 млн долларов[23][24][25].
- 20 августа 2012 года C-17A председателя Объединённого комитета начальников штабов США генерала Мартина Демпси был повреждён в результате ракетного удара по авиабазе «Баграм» в Афганистане. Два сотрудника команды технического обслуживания были ранены[источник не указан 1160 дней].
- 7 января 2015 года C-17A ВВС США загорелся на авиабазе «Райт-Паттерсон[англ.]» во время запуска двигателей[26][27].
- 9 апреля 2021 года C-17A ВВС США загорелся после посадки на авиабазе Чарльстон (Северная Каролина)[28].

## На вооружении
- США — 222 C-17A, по состоянию на 2016 год [29].
- Австралия — 8 C-17A, по состоянию на 2016 год [30].
- Великобритания — 8 C-17A, по состоянию на 2016 год [2][31][32][33].
- Канада — 5 C-17A, по состоянию на 2016 год [34].
- Катар — 4 C-17A, по состоянию на 2016 год [35]. Ещё 4 самолёта заказано.
- ОАЭ — 6 C-17, по состоянию на 2016 год[36]. В 2015 году заказаны ещё 2 C-17A[37].
- Индия — 10 C-17A, по состоянию на 2016 год [38].
- Кувейт — 2 C-17A, по состоянию на 2016 год [39].

## Аналоги
- Ил-76
- Lockheed C-130 Hercules
- Shaanxi Y-20